# Jan Gisiler
Jan Gisiler (Gezler, Giesler, Gissler) herbu Złotorzek (druga połowa XVIII wieku) – generał major w powstaniu kościuszkowskim.
Syn pułkownika austriackiego Jana.
W 1790 jako pułkownik batalionu Skarbu Koronnego otrzymał nobilitację. W czasie insurekcji warszawskiej przeprawił się z Pragi i wzmocnił swoim oddziałem załogę Arsenału. Za udział w walkach awansowany 7 czerwca 1794 do rangi generała majora. Jego batalion został rozwinięty w 16 Regiment Pieszy Były Skarbowy. Gisiler pełnił funkcję pułkownika dyżurnego garnizonu warszawskiego. 10 lipca osłaniał linię Narwi. Do drugiej połowy września był komendantem Pragi. W czasie szturmu dostał się do rosyjskiej niewoli.